# Ramzes II
Ramzes II (zwany też Ramzesem Wielkim, w źródłach greckich Ozymandias) – trzeci faraon z XIX dynastii, syn i następca Setiego I, jeden z najwybitniejszych i najdłużej żyjących władców starożytnego Egiptu okresu Nowego Państwa.
Kontynuator polityki swego ojca, wzorujący się w swym dążeniu do umocnienia i rozbudowy Imperium na osiągnięciach głównych jego twórców – Ahmosa, Totmesa III i Amenhotepa III, wielkich faraonów z XVIII dynastii. W swej działalności budowlanej przewyższył poprzedników, wypełniając Egipt budowlami i posągami bogów wznoszonymi na chwałę państwa. W zgodnej opinii wielu badaczy czasy jego panowania były okresem dobrobytu i stabilizacji. Panował ponad 66 lat, osiągając wiek ponad 91 lat. Spłodził około 100 synów i 50 córek. Był współtwórcą pierwszego w historii traktatu pokojowego, zawartego pomiędzy dwiema ówczesnymi potęgami militarnymi: Egiptem i Hetytami.

## Lata panowania według egiptologów
- 1279–1213 p.n.e. (Wolfgang Helck, Jaromir Málek, Jürgen von Beckerath, Ian Shaw, Rolf Krauss, Kenneth Kitchen, Bogusław Kwiatkowski)
- 1279/1278–1213 p.n.e. (Nicolas Grimal[1], Aidan Dodson)
- 1290–1223 p.n.e. (Richard Anthony Parker)
- 1304–1237 p.n.e.[2] (Donald B. Redford)
- 1290–1224 p.n.e. (Alan Gardiner)[3]
- 1305-1240 p.n.e. (Marek Stępień[4])

## Tło historyczne

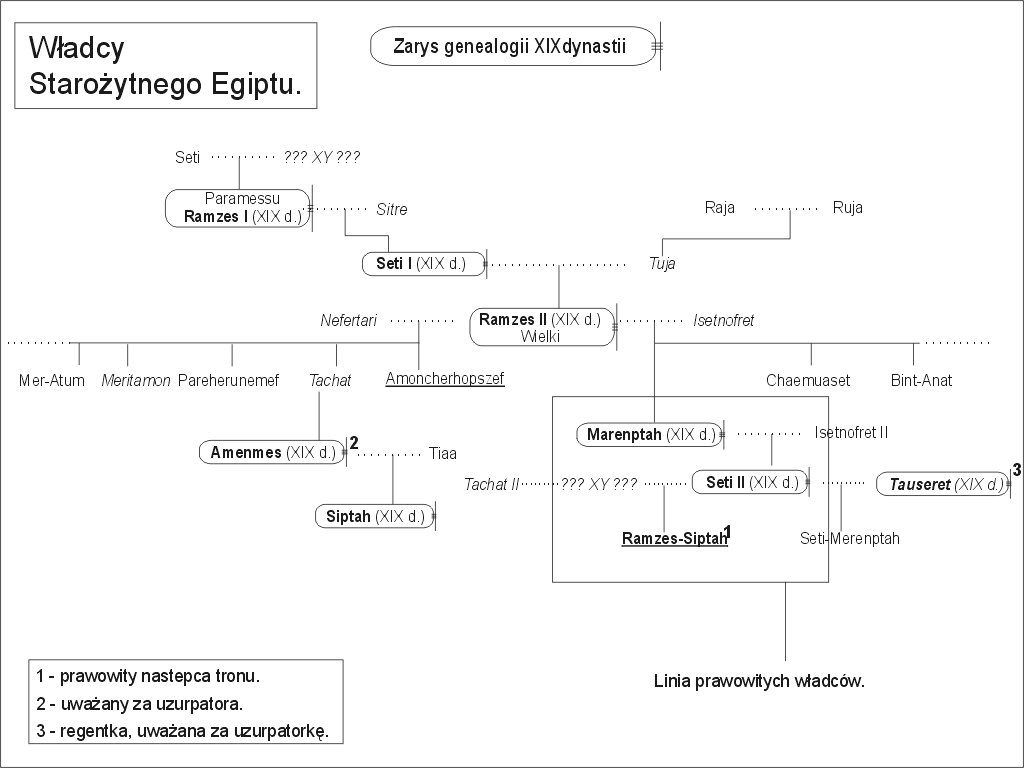
Zarys genealogii XIX dynastii

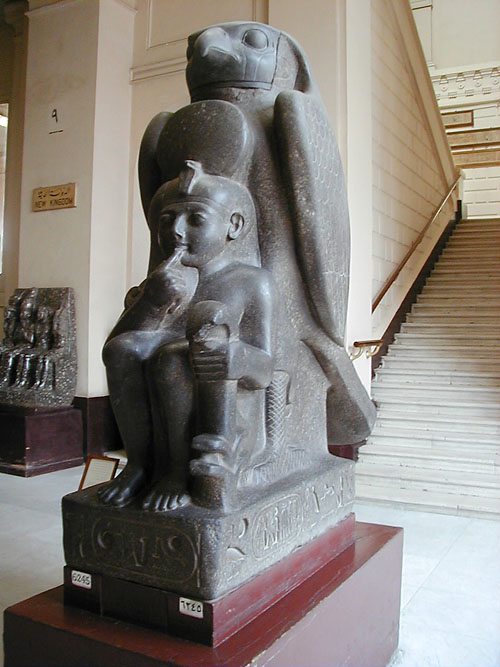
Ramzes jako dziecko, Muzeum Egipskie w Kairze

Okres schyłkowy XVIII dynastii rozpoczął się panowaniem faraona Echnatona, który pragnął zreformować wierzenia Egipcjan, dążąc do wprowadzenia kultu jedynego boga – Atona. Efektem tych działań był głęboki kryzys państwa egipskiego, przejawiający się w gospodarce, stosunkach dyplomatycznych, pozycji militarnej oraz wpływach w podległych królestwach.
Brak zaangażowania Egiptu w Syrii spowodował zmianę układu sił w tym regionie. Państwo Mitanni, dotychczasowy sojusznik Egiptu, przeżywało kryzys wewnętrzny przejawiający się częstymi przewrotami pałacowymi i zmianami na tronie. W południowej części regionu, w Kanaanie i w południowej Syrii, miejscowi władcy zaprzestali płacenia trybutu Egiptowi i powrócili do tradycyjnej rywalizacji, odnawiając dawne konflikty. Wkrótce sytuacja ta doprowadziła do wybuchu wojny pomiędzy królem hetyckim Suppiluliumą I a królem Mitanni Tuszrattą. Hetyci w szybkiej kampanii zmusili Mitannijczyków do odwrotu, zdobywając całą północną Syrię aż do miasta Kadesz, mającego dla Egiptu znaczenie strategiczne, gdyż było bastionem sojuszu egipsko-mitannijskiego. Wkrótce Tuszratta zginął zamordowany, a połowa jego państwa zajęta została przez Asyrię. Następca i brat Tuszratty, Szattiwaza, by odzyskać utracone terytoria, zmuszony został szukać wsparcia militarnego u Hetytów, swych niegdysiejszych wrogów. W środkowej Syrii władcy Amurru, dążąc do umocnienia własnej pozycji w regionie, z jednej strony deklarowali wierność Egiptowi, z drugiej – skłaniali się ku Hetytom. Pragnęli zawrzeć sojusz z podległym Hetytom Ugarit. W końcu jednak zostali zmuszeni do przyjęcia zwierzchnictwa hetyckiego. Tym samym Egipt utracił wpływy i większość podległych ziem na rzecz królestwa Hetytów, które stało się nowym mocarstwem we wschodniej części basenu Morza Śródziemnego.
W samym Egipcie kryzys pogłębiał się. Po śmierci Echnatona na tronie zasiadł Semenechkare, który zmarł wkrótce po objęciu władzy. Jego następcą został małoletni Tutanchamon. Po około 10 latach panowania zmarł, nie pozostawiwszy potomka. Jego żona, Anchesenamon, bez powodzenia próbowała ratować ciągłość dynastii. Władzę przejął potężny i wpływowy Aj. Po nim nastąpił Horemheb – generał z czasów Tutanchamona i Aja. Jego bezpotomna śmierć zakończyła okres XVIII dynastii.

## Książę Ramzes

### Pochodzenie
Przodkowie Ramzesa pochodzili z Awaris. Pradziad przyszłego faraona w czasach panowania Echnatona służył w armii na wysokim stanowisku. Paramesse, ojciec Setiego I i dziad Ramzesa II, w wieku około dwudziestu lat wzorem ojca zaciągnął się do wojska i służył pod wodzą Horemheba. Gdy jego przełożony objął panowanie w Egipcie, Paramesse awansował kolejno na dowódcę oddziałów, nadzorcę koni, królewskiego woźnicę i królewskiego posła. Po otrzymaniu awansu na generała dowodził obroną przygranicznej twierdzy (przypuszczalnie w Sile) i piastował jednocześnie urząd inspektora ujść Nilu. Kolejnymi etapami awansu było mianowanie go Wezyrem Południa z rezydencją w Tebach (de facto został drugą po faraonie osobą w państwie) i Pierwszym Kapłanem Egiptu. Przed śmiercią bezdzietny Horemheb ogłosił Paramesse zastępcą Jego Wysokości na Południu i Północy oraz dziedzicznym księciem w całym kraju. Paramesse panował przez około półtora roku jako Ramzes I, a ponieważ nie był spokrewniony lub spowinowacony z rządzącą Egiptem XVIII dynastią, jego wstąpienie na tron zapoczątkowało XIX dynastię faraonów egipskich. Po śmierci Ramzesa I na tron wstąpił jego syn Seti I.

### Dzieciństwo
Ramzes urodził się z małżeństwa Setiego I z Tują – córką Raja i Rui. Miał starszego brata, Nebenchasetnebet, który zmarł w dzieciństwie, oraz młodszą siostrę – Chentmire.
Po wstąpieniu na tron Seti I nadał około dziewięcioletniemu Ramzesowi tytuły najstarszego syna królewskiego, głównodowodzącego wojsk, a następnie najstarszego syna królewskiego i kandydata na tron Geba, tym samym uczynił go swoim następcą. W wieku około piętnastu lat Ramzes po raz pierwszy towarzyszył ojcu w kampanii wojennej do Libii. W następnych latach książę co roku brał udział w wyprawach do Syrii, mających na celu przywrócenie panowania nad Amurru i Kadesz. Cel udało się osiągnąć, jednak wkrótce po tym hetycki władca Muwatalli II odbił je z rąk egipskich. Konflikt o sporne terytoria rozwiązano drogą pokojową: w zamian za uznanie przez Setiego I hetyckiego panowania nad Amurru i Kadesz Muwatalli II uznał prawa Egiptu do portów południowej Fenicji.

### Koregencja
W wieku około szesnastu lat (siódmy rok panowania Setiego I) Ramzes został wyznaczony przez ojca na koregenta i przyjął tytulaturę królewską User Maat Re Ramessisu Meri Amon – Re Jest Silny Prawdą i Ukochany przez Amona. Rok później władcy Egiptu zmierzyli się z zagrożeniem secesji kraju Kusz z miastem Irem na czele. Dzięki ekspedycji karnej zorganizowanej na polecenie Setiego I przez wicekróla Nubii Amenemope rewoltę poskromiono, a wydarzenie upamiętniono wystawieniem dwóch stel w Kusz.
W dziewiątym roku panowania Seti I osobiście nadzorował wydobycie złota na pustyni Edfu i stworzeniu infrastruktury w postaci dróg i studni na potrzeby pracujących tam górników, podczas gdy Ramzes zajęty był poszukiwaniem w okolicach Asuanu odpowiedniego kamieniołomu do pozyskiwania granitu, niezbędnego do wykuwania ogromnych posągów. Kolejne sześć lat upłynęło bez konfliktów z sąsiadami. Seti I rządził państwem ze swych rezydencji w Memfis, Awaris i Tebach. Prawdopodobnie w tych latach mianował Pasera Wezyrem Południa, zaś jego ojca Nebneczeru – arcykapłanem Amona w Tebach. Ramzes inspektorował prace budowlane. W Tebach ozdabiano świątynię Amona w Karnaku. W zachodniej części miasta finalizowano dekorowanie świątyni grobowej Setiego I i kaplicy Ramzesa I, w której w wypukłym reliefie przedstawiono koronację Ramzesa II. W Abydos kończono wznoszenie wielkiej świątyni i rozpoczęto budowę świątyni Ramzesa.
Przypuszczalnie w trzynastym roku panowania Setiego I około dwudziestodwuletni Ramzes wraz z małoletnimi synami Amonherunemefem i Chameuasetem wziął udział w stłumieniu rewolty w południowej Nubii. Krótko potem na północy pojawiło się zagrożenie ze strony śródziemnomorskich piratów, którzy zapuszczali się na południe wzdłuż jednej z odnóg Delty Nilu. Podczas jednej z wypraw połączone siły oddziałów lądowych i morskich zablokowały piratom powrót w otwarte morze. Wzięci do niewoli najeźdźcy zostali wcieleni do armii.
Seti I zmarł w szesnastym roku panowania. W wieku około dwudziestu pięciu lat Ramzes wstąpił na tron dwudziestego siódmego dnia trzeciego miesiąca lata, tj. w pierwszej połowie czerwca 1279 roku p.n.e.

## Pierwsze lata panowania

### I rok panowania
Swoje rządy Ramzes II rozpoczął od pogrzebu ojca. W trakcie przygotowań do pochówku władca postanowił, że założy nową stolicę o nazwie Pi-Ramesse-Aa-nachtu, tj. Domena Ramzesa, Wielkiego Zwycięstwami. W połowie sierpnia 1279 roku p.n.e., gdy mumię Setiego I złożono w grobie, przebywający na pogrzebie Ramzes, korzystając z okazji, pozostał kilka tygodni w Dolinie Królów w celu obejrzenia postępu prac nad swoim grobowcem, po czym udał się do Teb, by odprawić Święto Opet. Przy tej okazji faraon dokonał kilku nominacji i potwierdził niektóre nadania swego ojca. Spośród urzędników Setiego I na poprzednich stanowiskach pozostali wezyr Paser i wicekról Nubii Juni. Nebunenef, dotychczasowy kapłan w Tinis i Denderze, został arcykapłanem Amona w Karnaku. Kandydatura młodszego kapłana Bakenchonsu została zaakceptowana na członka kolegium Boskich Ojców Amona. Przyjaciel Ramzesa z dzieciństwa Ameneminet dostał urząd Królewskiego Woźnicy i Nadzorcy Koni.
Wydano rozkaz przyspieszenia prac przy budowie wielkiego hypostylu w Karnaku i rychłego ukończenia prac przy świątyni grobowej Setiego I w Tebach Zachodnich. Zainaugurowano prace budowlane przy wznoszeniu Ramesseum – świątyni grobowej Ramzesa oraz – zgodnie z wcześniejszymi planami – rozpoczęto realizację budowy nowego dziedzińca i wielkiego pylonu w świątyni w Luksorze. Ramzes przebywał w Tebach do około połowy III miesiąca Achet, po czym cały orszak królewski odpłynął do Abydos, gdzie władca wydał rozkaz ukończenia budowy wielkiej świątyni Setiego I oraz osobiście intronizował wcześniej mianowanego Nebunenefa, przekazując mu oznaki jego władzy. Odbyło się to w obecności dworu i królowej Nefertari.

### II rok panowania
Nastąpiła zmiana tytulatury królewskiej. Do swego imienia tronowego User-Maat-Re król dodał epitet Setepen-Re (egip.  Wybrany-przez-Re). Było to zapoczątkowaniem szczególnego związku króla z Re – bogiem słońcem z Heliopolis. W związku z pracami budowlanymi, prowadzonymi z wielkim rozmachem w całym państwie, trwała intensywna eksploatacja kamieniołomów w Asuanie. Mówi o tym stela z Asuanu, upamiętniająca również kampanię w Nubii oraz walki w Delcie z piratami z czasów współrządzenia.
Nadania królewskie:
- Neb-jot – mianowany nadzorcą skarbu[29]
- Meri – nadal pozostawał arcykapłanem w Abydos[30]
- Hui – mianowany arcykapłanem w Memfis
- Bak – mianowany arcykapłanem w Heliopolis[31]

### III rok panowania
Nadal główną dziedziną, na której skupiało się zainteresowanie władcy, były wielkie projekty budowlane, będące w trakcie realizacji. W Luksorze ukończono wielki dziedziniec, wielki pylon i ustawiono obeliski przed Wielką Świątynią. Trwały prace dekoracyjne w jej wnętrzu.

## Wojna

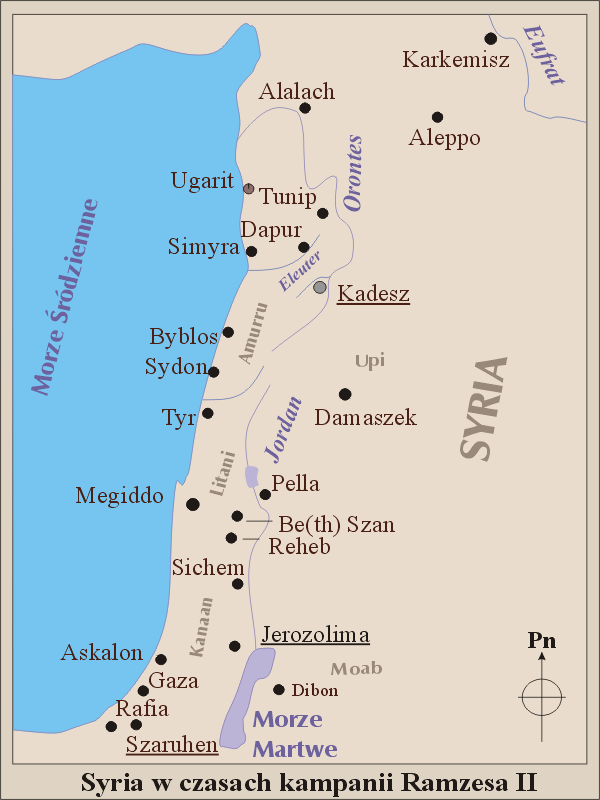
Syria w czasach wojen Ramzesa II

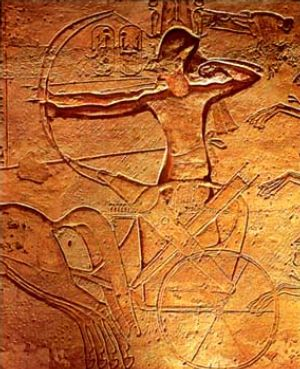
Ramzes II pod Kadesz

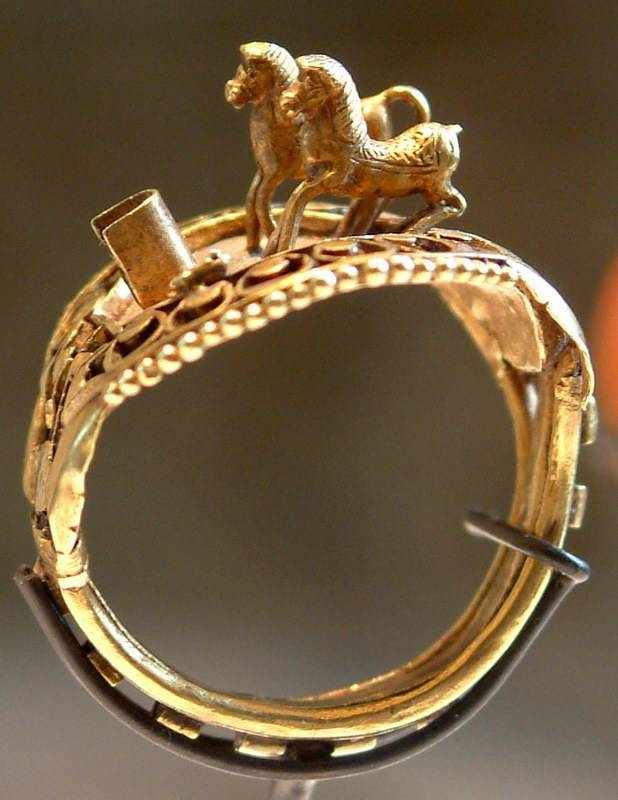
Pierścień Ramzesa II z jego ulubionymi wierzchowcami; muzeum w Luwrze

### IV rok panowania – I kampania syryjska
Po ponad trzech latach samodzielnych rządów, ugruntowawszy swą władzę, realizujący wielkie przedsięwzięcia budowlane, otoczony przez zdolnych doradców, Ramzes zdecydował, że nadszedł czas by powrócić do sprawy syryjskiej, oczekującej od czasów (pierwszej) bitwy pod Kadesz, stoczonej przez jego ojca – Setiego I w około 1288 roku p.n.e.
Prawdopodobnie latem czwartego roku panowania Ramzes wyruszył do Syrii. Przemierzywszy Kanaan, który pokornie poddał się jego władzy, dotarł do wybrzeży południowej Fenicji i dalej skierował się do Tyru i Byblos. Posuwając się dalej wzdłuż wybrzeży opanował większą część Fenicji. Z tak stworzonego zaplecza planowano wejść w głąb lądu i poprzez tereny górzyste skierować się w stronę Amurru. Nie znamy szczegółów podjętej akcji, której wynikiem było całkowite opanowanie ziem Amurru. Prawdopodobnie rozstrzygnięcie nastąpiło w wyniku szybkiego, zmasowanego ataku wojsk egipskich na nieprzygotowane i wręcz zaskoczone wojska Amurru, którego król, Benteszina, zmuszony był przyjąć zwierzchnictwo egipskie. Zapewne nie zdążył o całej sytuacji powiadomić swego dotychczasowego zwierzchnika, władcy hetyckiego, powiadamiając go dopiero po swojej klęsce o poddaniu się władzy Ramzesa. Po zwycięskiej kampanii siły egipskie zawróciły i poprzez Fenicję skierowały się do Egiptu. Wydarzenia te dokumentują liczne inskrypcje Ramzesa, m.in. tekst na steli Roku Czwartego z Byblos, tekst na steli wystawionej w Tyrze czy też inskrypcja w Nahr-el-Kalb (okolice Bejrutu). Powrót do Pi-Ramzes był prawdziwym triumfem.

### V rok panowania – II kampania syryjska
Najprawdopodobniej już w czasie powrotu do Pi-Ramzes Ramzes podjął decyzję o kolejnej wyprawie wojennej do Syrii, tym razem przeciw imperium hetyckiemu. Celem kampanii miało być zdobycie Kadesz – głównego hetyckiego bastionu obrony na południu. Przygotowania rozpoczęto wczesną wiosną 1274 roku p.n.e., gromadząc uzbrojenie i poświęcając wiele czasu i energii na szkolenie armii i doskonalenie założeń taktycznych. Plan zakładał przeprowadzenie dowodzonych bezpośrednio przez Ramzesa głównych sił szlakiem poprzez Kanaan pod Kadesz. Siły pomocnicze miały podążyć wzdłuż wybrzeża fenickiego, a następnie skierować się na wschód i po przekroczeniu doliny Eleuteru połączyć się z siłami głównymi.
Zgodnie z tymi założeniami wymarsz z Egiptu rozpoczęto około II miesiąca Szemu, dnia IX, mijając graniczną twierdzę Sile. Armię tworzyły cztery dywizje noszące imiona bogów: Amona, Re, Ptaha i Seta. Faraonowi towarzyszyli członkowie rodziny (m.in. jego synowie: piąty – Montuherchopszef, szósty – Nebecharu, ósmy – Setemuja, jedenasty – Merire I i dwunasty Horheruenemef), jeden z wezyrów (prawdopodobnie Paser) oraz liczna służba i straż przyboczna. W szybkim marszu, nie napotykając oporu, wojska pokonywały dziennie duże dystanse, maszerując poprzez Kanaan, Galileę, górzyste tereny Libanu i przełęcze wiodące do rozległej doliny, współcześnie zwanej Bekaa.
Marsz Ramzesa II na północ odbywał się w pośpiechu. Faraonowi towarzyszyła straż przyboczna, której pod względem prędkości dorównywała dywizja Amona. Pozostałe trzy nadciągały wolniej. Nad Orontesem na wysokości Szabtuny do Ramzesa przybyli dwaj Szosowie, twierdząc, że miejscowe plemiona są niezadowolone z rządów Hetytów i wesprą wojska egipskie. Na potwierdzenie dobrych zamiarów zeznali, że armia hetycka znajdowała się w Aleppo. Nie sprawdziwszy tej informacji (okazało się, że Szosowie byli hetyckimi szpiegami), Ramzes II z dywizją Amona i strażą przyboczną ruszył przodem, rozbijając obóz na północny zachód od Kadesz. Tam złapanych zostało dwóch Hetytów, którzy na torturach przyznali, że armia hetycka znajdowała się tak naprawdę w pobliżu Kadesz. Ramzes II niezwłocznie wysłał gońców do dywizji Re, następnej w porządku marszowym, by ta jak najszybciej do niego dołączyła. Nim jednak gońcy zdołali dotrzeć do dywizji Re, ta – wciąż w kolumnie marszowej – zaatakowana została z flanki przez hetyckie ciężkie rydwany i rozbita. Ścigani przez Hetytów uciekinierzy zalali obóz dywizji Amona, której żołnierzy również ogarnęła panika i zaczęli uciekać. Faraon z jednostkami przybocznymi znalazł się w trudnym położeniu, będąc odciętym od reszty swych wojsk i otoczonym przez wrogów. Wówczas jednak od zachodu nadeszły posiłki w postaci sił pomocniczych Nearinu, atakując od tyłu hetyckie rydwany i ratując Ramzesa II. Muwatalli II wysłał do ataku więcej rydwanów. Wojska egipskie cofnęły się do obwarowań obozowych i po przeformowaniu szyków przystąpili do kontrataku, zmuszając Hetytów do cofnięcia się za Orontes. Następnego dnia Ramzes zaatakował pierwszy. Obie armie były już przerzedzone. Hetyci poprzedniego dnia stracili część rydwanów i nie byli w stanie kontratakować, zaś Egipcjanie nie potrafili przebić się przez zwarte szyki ocalałych rydwanów wroga. Bitwa pozostała nierozstrzygnięta. Muwatalis zaproponował pokój i zachowanie dotychczasowego stanu rzeczy na spornym terytorium.
Wojska egipskie po kilkutygodniowym marszu osiągnęły granice Egiptu, mijając graniczną Sile. Na przełomie czerwca i lipca 1274 roku. p.n.e. stanęły w Pi-Ramzes. Ze strategicznego punktu widzenia bitwa zakończyła się porażką Ramzesa II, ale w samym Egipcie przedstawiono ją jako wielkie zwycięstwo. Król postanowił uwiecznić swoje niezwykłe bohaterstwo, dzięki któremu zdołał zamienić klęskę we względne zwycięstwo. Rozkazał stworzenie majestatycznych, rozległych scen i inskrypcji upamiętniających zdarzenia pod Kadesz. Prace te wykonano w nowej świątyni Ramzesa w Abydos, trzykrotnie w Karnaku: na północno-zachodnim narożniku dziedzińca ze Skrytką, na zachodniej fasadzie muru zachodniego dziedzińca IX pylonu oraz wzdłuż całej południowej ściany Wielkiego Hypostylu, trzykrotnie w świątyni w Luksorze: na północnym masywie pylonu oraz na murach przedniego dziedzińca, na obu pylonach w Ramesseum oraz w późniejszym okresie w Abu Simbel na północnej ścianie wielkiej sali. Doświadczenia spod Kadesz spowodowały dokonanie gruntownych zmian w strukturze armii. Nastąpiły degradacje i awanse.
Oprócz spraw związanych z kwestią syryjską, uwaga Ramzesa skupiała się również na sprawach wewnętrznych państwa. Prawdopodobnie w tych latach podjął decyzję o lokalizacji budowy dwóch wielkich świątyń w Abu Simbel. Odpowiedzialnymi za realizację tych przedsięwzięć uczynił wicekróla Nubii, Juniego, zastąpionego później przez Hekanachta oraz swego towarzysza z lat koregencji, swego Wielkiego Podczaszego – Asza-hebsed. Otrzymał on szerokie uprawnienia do uregulowania spraw w Nubii, w tym budowy nowych świątyń.

### VI–VII rok panowania – kampania libijska
Czas ten poświęcono głównie na reorganizację i odnowienie armii, znacznie osłabionej w Syrii. Nowa, odbudowana armia wymagała jednak obycia z rzemiosłem wojennym. Zorganizowano niewielką kampanię w Libii dla wyćwiczenia armii i zapobieżenia ewentualnym niepokojom w tym regionie podczas nieobecności w Egipcie wojska, zajętego w Syrii.
W tym czasie sytuacja w Syrii uległa dalszej komplikacji. Już wcześniej utracono prowincję Upi. Za Jordanem powstały dwa nowe królestwa: Moab i Edom-Seir, które odmówiły uznania zwierzchnictwa egipskiego. W Kanaanie brak reakcji Egiptu i nieobecność jego armii uznano za słabość, a miejscowi władcy zwlekali z płaceniem danin. Jednocześnie od wschodu Kanaan najechali Szosowie.

### VII–VIII rok panowania – III kampania syryjska
Na wiosnę 1272 roku p.n.e. armia egipska wyruszyła na wschód. W szybkim marszu dotarła do Gazy i Kanaanu. Szybko i z całą bezwzględnością przywrócono zwierzchnictwo egipskie nad tymi ziemiami. W krótkiej kampanii wyparto Szosów poza granice tych ziem. Następnie dokonano pacyfikacji południowej Palestyny. Korpus wojsk egipskich pod wodzą najstarszego syna Ramzesa, księcia Amonherchopszefa, uderzył na nią od strony pustyni Negew, przecinając dolinę na południe od Morza Martwego w kierunku Edom-Seir, zajmując wszystkie miasta i osady. Następnie korpus księcia skierował się ku centralnej części Moabu, z zamiarem zdobycia Butartu, podążając Szlakiem Królewskim, wiodącym na północ w kierunku Syrii. W tym samym czasie korpus dowodzony przez Ramzesa podążał szerokim łukiem w kierunku górzystych rejonów Kanaanu, przechodząc nieopodal Jerozolimy, Jerycha oraz północnego krańca Morza Martwego w kierunku Moabu, z zamiarem zdobycia Dibon i otoczenia sił nieprzyjacielskich. Po zajęciu tych ziem armia skierowała się na południe, aby połączyć się z korpusem księcia Amonherchopszefa. Po opanowaniu Kanaanu i wschodniej Palestyny, połączone wojska ojca i syna skierowały się Szlakiem Królewskim ku północy z zamiarem dotarcia do Damaszku i przywrócenia Egiptowi panowania nad Upi, utraconej po II kampanii syryjskiej. Przywróciwszy egipskie panowanie nad tymi ziemiami armia mogła udać się w drogę powrotną do Egiptu.

### VIII–IX rok panowania – IV kampania syryjska
Po odzyskaniu zwierzchnictwa i wpływów w Kanaanie, Palestynie i Upi, Ramzes postanowił rozwiązać problem syryjski. Latem 1271 roku p.n.e. armia maszerująca przez Kanaan pod wodzą faraona zlikwidowała ostatnie ogniska oporu antyegipskiego w jego północnej części. Następnie Ramzes ruszył wzdłuż wybrzeży południowej Fenicji, podporządkowując sobie Tyr, Sydon i Byblos. Jak dotąd armia egipska operowała na terenach strefy wpływów Egiptu, co nie mogło być poczytane przez Hetytów za akt agresji. Jednakże Ramzes nie zamierzał poprzestać na tych działaniach. Postanowił ominąć Amurru i Kadesz i wejść w głąb doliny Eleuteru, a następnie Orontesu, na tereny kontrolowane przez Hetytów, na których wojska egipskie nie pojawiały się od około 120 lat. Podbił północne regiony Amurru, okupując obszary nad środkowym Orontesem. Tym sposobem Amurru zostało podzielone na dwie strefy, a jego południowa część wraz z Kadesz zostały odcięte od Aleppo, Karkemisz i właściwego Hatti. Była to doskonała pozycja wyjściowa do ofensywy w kierunku południowym na Kadesz i południowe Amurru.
Po dokonaniu podboju ziem znajdujących się na północ od Kadesz, zdobyciu Tunipu i Dapuru, Ramzes mógł powrócić do Pi-Ramzes. Reakcji Hetytów na jego działania właściwie nie było. Po około 25 latach panowania zmarł Muwatallis II, co spowodowało kryzys dynastyczny. Król hetycki nie pozostawił żadnego prawowitego dziedzica tronu, a tylko syna zrodzonego z jednej z jego konkubin, młodzieńca imieniem Urhi-Teszup. Wstąpił on na tron jako Mursilis III. Pretensje do tronu rościł sobie również brat Muwatallisa II, Hattusilis III. Konkurowanie tych dwóch książąt spowodowało zaniedbanie spraw syryjskich i doprowadziło do wydania wicekrólowi Karkemisy nakazu przeciwstawienia się inwazji egipskiej.

### X rok panowania – V kampania syryjska

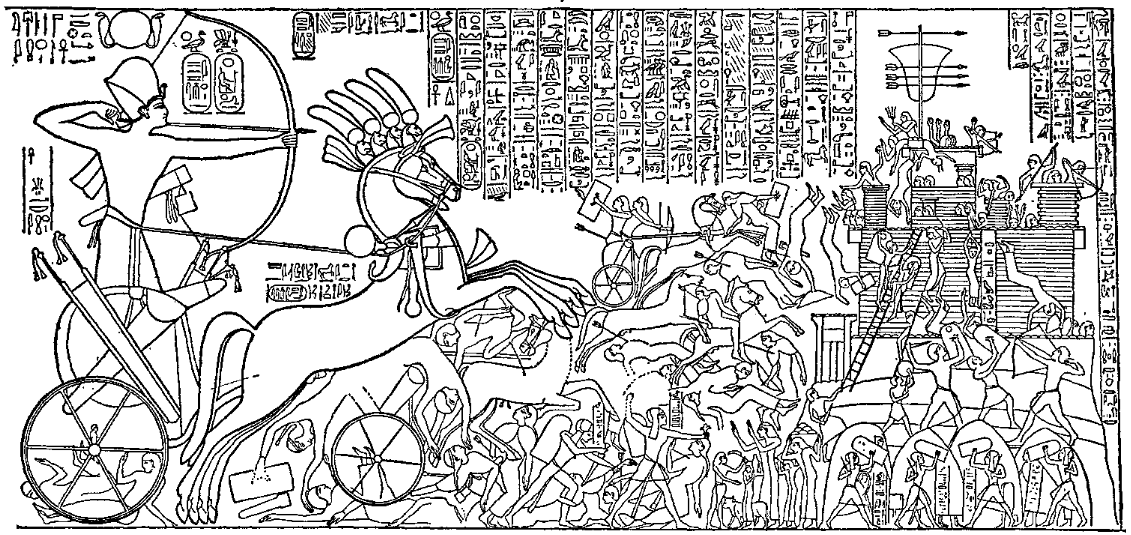
Ramzes II atakujący hetycką twierdzę w Dapur – jedno z przedstawień ze świątyni w Tebach

Gdy tylko wojska egipskie opuściły Kadesz i Amurru, do pracy przystąpili emisariusze Karkemisz i Hetytów, z łatwością przywracając zwierzchnictwo hetyckie na terenach niedawno zdobytych przez Ramzesa. Egipt znajdował się daleko, a armie władców Karkemisz, Aleppo i Hetytów w bezpośrednim sąsiedztwie. Pragmatyzm nakazywał wygnanie egipskich komisarzy i powrót pod władzę Hetytów. W dziesiątym roku panowania armia Ramzesa znów musiała udać się do Syrii, aby raz jeszcze podporządkować Egiptowi ziemie Dapuru i Tunipu. Ramzes, wówczas monarcha ponad trzydziestoletni, osobiście poprowadził całą kampanię, dowodząc w pierwszej linii walkami pod Dapur i zmuszając je do poddania się jego władzy. Tak jak w poprzednich przypadkach, po zwycięskiej kampanii, gdy wojska egipskie opuszczały podbite tereny, pozostawieni bez nadzoru władcy tych ziem wkrótce powracali pod zwierzchnictwo hetyckie. Brak dokładnych danych, jak długo trwała ta próba sił między Egiptem a Hetytami. Ramzes doszedł zapewne do wniosku, że dopóki nie opanuje całej Syrii, zwłaszcza jej północnej części aż po Eufrat, nie zdoła trwale utrzymać jej środkowej części. Sytuacja stała się patowa. Było to powodem zawieszenia zmagań w Syrii pomiędzy jedenastym a siedemnastym rokiem panowania. Ramzes zaakceptował istniejący stan swych wpływów. W tym samym czasie w państwie hetyckim stosunki pomiędzy Mursilisem III a jego wujem Hattusilisem znacznie się pogorszyły zapowiadając rychłą konfrontację.

### Prace w Libii i kampania nubijska
Po kilkuletnich zmaganiach w Syrii Ramzes postanowił zająć się umocnieniem terenów zachodniej Delty oraz pasa wybrzeża libijskiego. Wzdłuż zachodnich granic Delty, od Memfis aż do brzegu morza, obwarowano kilka osad, wznosząc fortyfikacje. Następnie poza granicami Delty, głęboko na zachód wzdłuż wybrzeża libijskiego, zbudowano szereg fortów, ciągnących się około 300 km od ujścia Rzeki Zachodniej. Sieć rozbudowana była w taki sposób aby z jednego do drugiego fortu można było dotrzeć w dwa dni szybkiego marszu lub jeden dzień jazdy rydwanem. Zapewniało to stałą łączność, a w razie potrzeby możliwość szybkiej reakcji armii. Miało to na celu rozwiązanie problemu stałego zagrożenia Egiptu ze strony koczowniczych plemion libijskich.
Od czasów pacyfikacji Nubii w VIII roku panowania Setiego I panował w niej względny spokój. Władzę sprawowali w imieniu faraona wicekrólowie, regularnie eksploatując złoża bogactw naturalnych (głównie złota) oraz ściągając podatki. Dochody płynące z Nubii stanowiły niebagatelną część budżetu Egiptu. Od czasu do czasu lokalni wodzowie w nadziei wyrwania kraju spod władzy Egiptu wywoływali rebelie. Ramzes wysłał do Irem wojska jako wsparcie dla wicekróla. W ekspedycji brali udział dwaj synowie faraona – ósmy syn Setemuja, oraz trzynasty – Merenptah, którzy – ze względu na niewielkie niebezpieczeństwo w walkach – zdobywali tam doświadczenie bojowe. Kampania zakończyła się błyskawicznym zwycięstwem. Wzięto do niewoli wielotysięczną rzeszę jeńców, a straty zadane w wyniku walk były tak dotkliwe, że Irem nigdy więcej nie próbował wyzwolić się spod władzy Egiptu.

### XVI–XIX rok panowania – kryzys w Hatti
Napięcie między rywalizującymi Mursilisem III i jego wujem Hattusilisem osiągnęło szczyt. Młody władca państwa hetyckiego stopniowo ograniczał prowincję Hattusilisa, aż w końcu postanowił całkowicie ją zlikwidować i pozbawić swego wuja jakichkolwiek wpływów. Doszło do wzajemnych oskarżeń, a zagrożony upadkiem Hattusilis postanowił rozwiązać radykalnie problem władzy. W wyniku pułapki, w jaką zostały wciągnięte wojska Mursilisa, on sam dostał się do niewoli. Hetyci mieli nowego króla – Hattusilisa III. Strącony z tronu Mursilis został zesłany do północnej Syrii. Wkrótce nawiązał tam kontakty z królem Babilonu. Spisek został odkryty i Mursilis został zesłany prawdopodobnie na Cypr. W tym czasie Hattusilis budował dobre stosunki dyplomatyczne z Babilonem i Asyrią. Mursilis umknął jednak z zesłania i potajemnie udał się do Egiptu, gdzie został przyjęty przez Ramzesa. Rozsierdzony Hattusilis natychmiast zażądał wydania go, ale Ramzes II zdecydowanie odmówił. Oznaczało to wojnę. Oba mocarstwa przeprowadziły mobilizację i przegrupowały wojska. Siły egipskie zajęły pozycje w północnym Kanaanie, na linii Megiddo – Beth-Szan (mówi o tym stela z Beth-Szan datowana na XVIII rok, IV Peret, dzień I).
W tym czasie Szattuara II, władca Hanigalbatu, wymówił posłuszeństwo nowemu królowi Asyrii, Salmanasarowi I, i przeszedł pod zwierzchnictwo hetyckie. Wybuchła wojna Asyrii z władcą Hanigalbatu i jego hetyckim sojusznikiem, królem Karkemisz. Asyria w krótkim czasie całkowicie zdusiła opór i zajęła cały Hanigalbat oraz ziemie aż po Karkemisz. Podbite tereny zostały przyłączone do Asyrii, co oznaczało, że odtąd miała wspólną granicę z Imperium Hetyckim. Przez wiele wieków Hanigalbat i Mitanni tworzyły strefę buforową zapobiegającą wzajemnej agresji. Brak owej strefy oraz napięte stosunki z Egiptem oznaczały dla Hattusilisa groźbę wojny z dwoma potęgami na dwóch frontach: wschodnim i południowym.

## Pokój

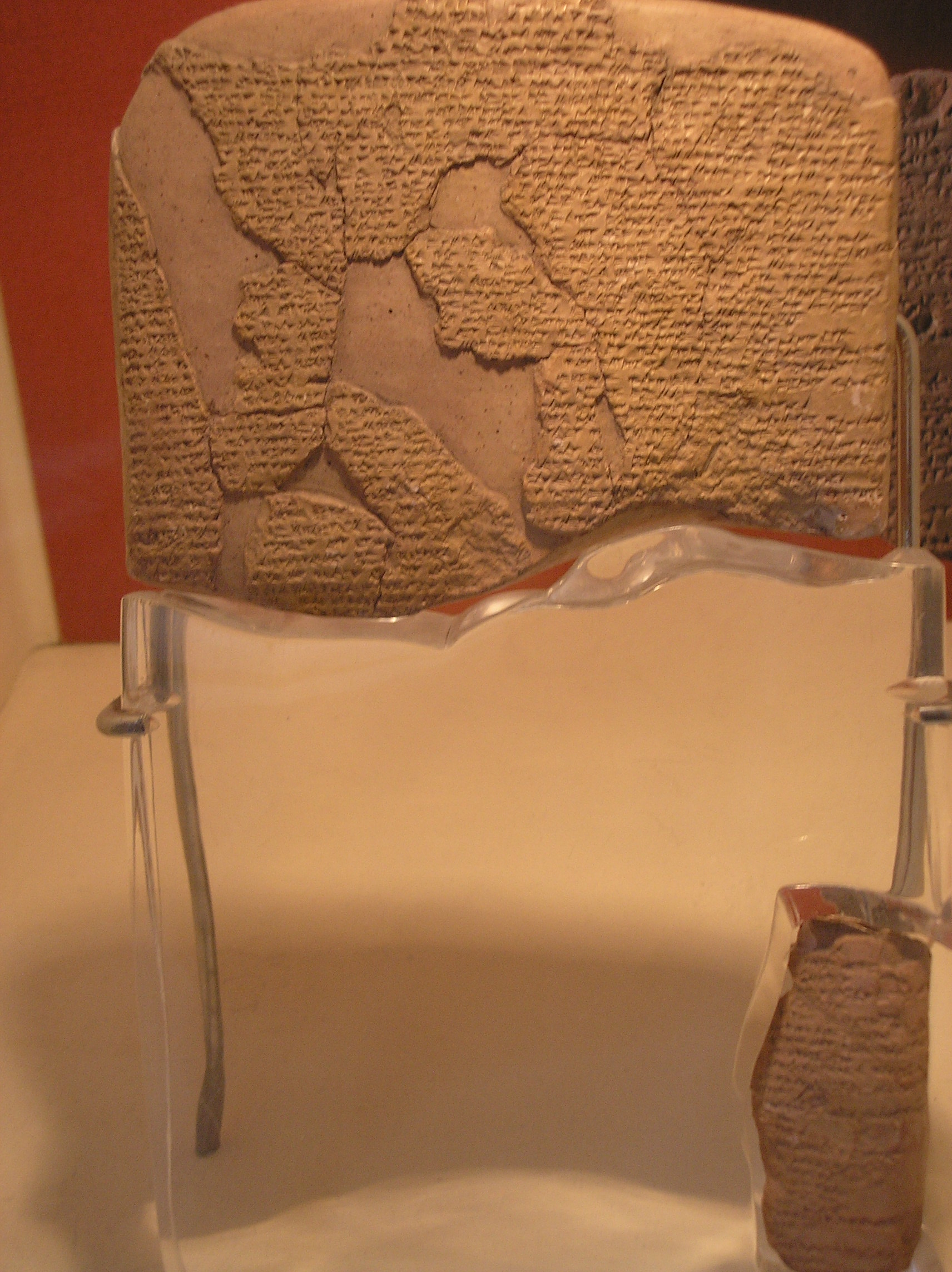
Gliniana tabliczka z tekstem traktatu pokojowego pomiędzy Ramzesem II a Hattusilim III; znaleziona w hetyckiej stolicy Hattusie (ob. Boğazkale); zbiory Muzeum Archeologicznego w Stambule

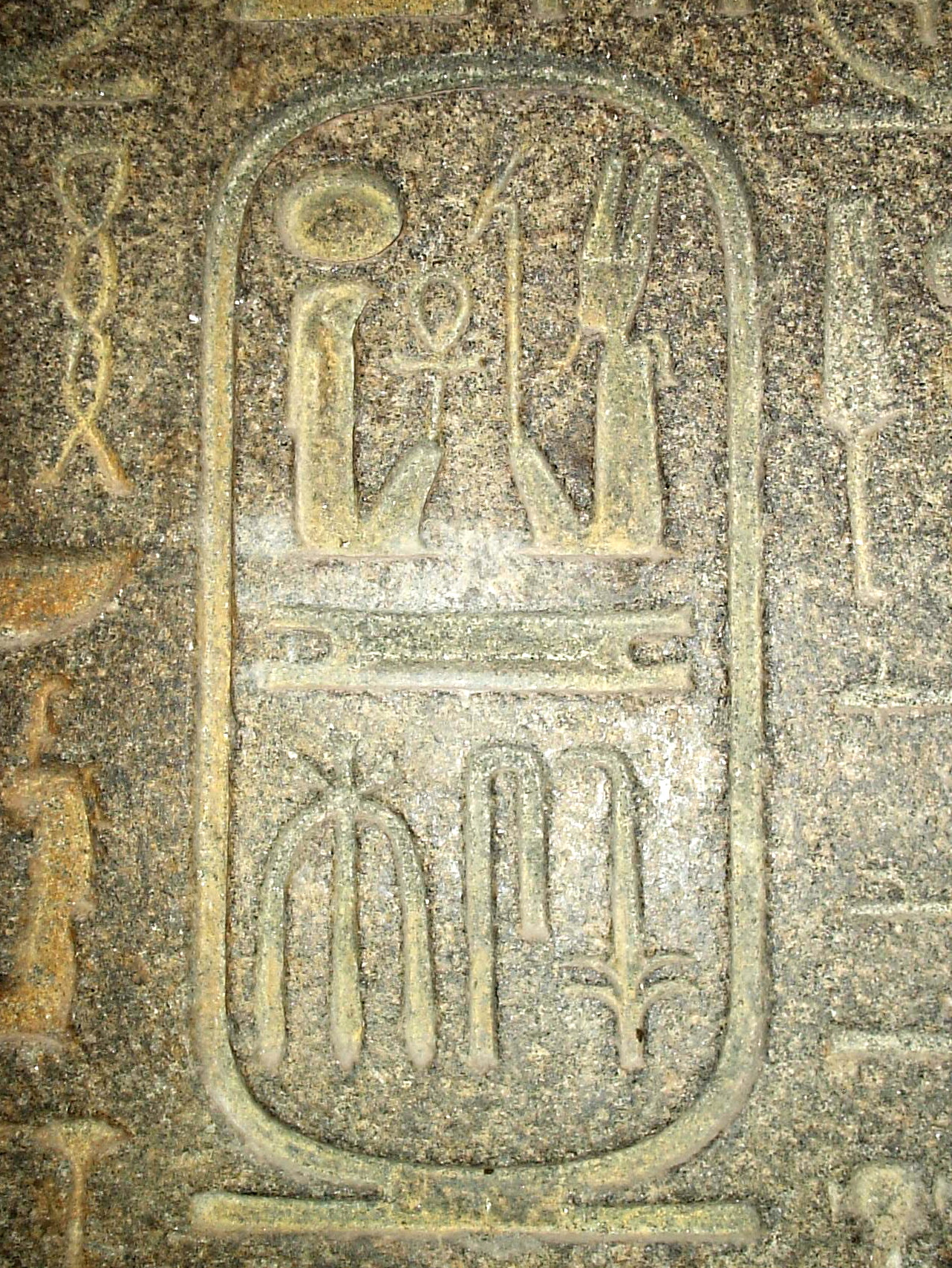
Kartusz Ramzesa II

### XX–XXI rok panowania – pokój i traktat z Hetytami
Jedynym sposobem na rozwiązanie problemu było związanie się z jednym z przeciwników. Nie mogąc rozmawiać ze zwycięską Asyrią jak równy z równym, Hattusilis postanowił unormować stosunki z Egiptem. W wyniku pertraktacji doszło do porozumienia. Tekst traktatu ostatecznie zredagowano poprzez stale wymienianych posłów, dopracowujących szczegóły.
W roku XXI, miesiącu I Peret, dniu XXI, do Pi-Ramzes dotarła kawalkada rydwanów. Do stolicy Ramzesa przybyło trzech Wielkich Posłów Egiptu wraz z dwoma posłami z Hatti i posłem z Karkemisz. Przywieźli oni do stolicy srebrną tablicę, którą Wielki Władca Hatti, Hattusilis przesłał faraonowi, aby prosić Jego Wysokość o pokój. Po wieloletnich zmaganiach miał zapanować pokój sankcjonujący status quo. Kadesz i Amurru miały pozostać pod wpływami Hetytów, porty Fenicji zaś miały przypaść Egiptowi. Ponadto chwiejny status środkowej Syrii miał zostać ugruntowany i na mocy postanowień ziemie te miały przejść pod władzę Egiptu. Hattusilis skłonny był też oddać dostęp do szlaków wiodących na północ do Ugaritu.
Traktat spisano na srebrnej tablicy w języku babilońskim, a jego kopie na glinianych tabliczkach po hetycku i na papirusie po egipsku. Dokument ogłaszał kres wzajemnej wrogości, ustanowienie sojuszu, zawarcie paktu o nieagresji i wzajemny sojusz obronny w przypadku jakiejkolwiek agresji ze strony państw trzecich, potwierdzał prawa królewskiej sukcesji w obu państwach oraz ustanawiał wzajemną ekstradycję zbiegów. Egipski tekst został przełożony z pisma klinowego, a następnie zapisany hieroglifami na ścianach świątyni w Karnaku oraz w Ramesseum.
Po podpisaniu traktatu nastąpił szereg posunięć dyplomatycznych, obrazujących nowe stosunki między dwoma mocarstwami. Nastąpiła wymiana listów gratulacyjnych oraz prezentów między dworami. Odprężenie pozwoliło Hattusilisowi zająć się przygotowaniami do konfrontacji z Asyrią, mając za sojusznika Egipt zobligowany do udzielenia pomocy. Ramzes natomiast mógł skupić się na sprawach wewnętrznych, między innymi ukończeniu budowy świątyń w Abu Simbel. Przypuszczalnie na przełomie XXII i XXIII roku panowania zmarła matka Ramzesa, królowa Tuja. Została pochowana we wspaniałym grobowcu w Dolinie Królowych.

### Napięcia po traktacie
Samo podpisanie traktatu nie zlikwidowało jednak różnic i rozdźwięków pomiędzy dwoma partnerami. Nadal istniało wiele spraw nierozwiązanych i trudnych. Wkrótce powróciła sprawa przebywającego w Egipcie Urhi-Teszuba (byłego Mursilisa III), jednakże wobec żądań jego ekstradycji (działania traktatu wstecz) Ramzes uprzejmie, lecz zdecydowanie odmówił. Z kolei jego próby renegocjacji przebiegu granicy w Syrii zostały zdecydowanie odrzucone przez Hattusilisa. Napięcia opadły po oficjalnym uznaniu Hattusilisa za legalnego władcę Hatti, spadkobiercę swoich poprzedników.
Problemem stało się także niezadowolenie Hattusilisa ze zbliżenia między Babilonem a Egiptem. Władca Babilonu zarzucił Hattusilisowi, że chce nie dopuścić do wznowienia stosunków między tymi dwoma państwami. Hattusilis zdecydowanie temu zaprzeczył, lecz w rzeczywistości obawiał się powstania trójstronnego porozumienia pomiędzy Asyrią, Babilonem i Egiptem. Powstanie takiego układu mogłoby realnie zagrozić wpływom hetyckim na Bliskim Wschodzie i spowodować izolację Hatti. Jednakże podjęto rokowania, które skończyły się powstaniem swego rodzaju osi Asyria-Babilon-Egipt-Hatti.

### XXX rok panowania – Pierwszy Jubileusz
Rytuał obchodów święta sed (jubileuszu królewskiego), wywodzący się z czasów pierwszych dynastii, miał na celu odnowienie sił panującego. W okresie Imperium władca obchodził tradycyjnie swój pierwszy jubileusz w XXX roku panowania. Jak się wydaje, spośród władców XVIII i XIX dynastii tylko Totmes III, Amenhotep III i Ramzes II rządzili wystarczająco długo, aby te jubileusze obchodzić. Pierwszy jubileusz Ramzesa został ogłoszony przez jego syna Chaemuaseta w XXX roku panowania. Tradycyjnym miejscem obchodów było Memfis, lecz rzeczywiste uroczystości odbywały się w Pi-Ramzes, gdzie władca rozkazał wznieść z tej okazji Salę Jubileuszową. Podobnie jak Amenhotep III, Ramzes celebrował swoje jubileusze w regularnych odstępach czasu. Zgodnie z tym jego Drugi Jubileusz proklamowali książę Chaemuaset i wezyr Chaj w XXXIII roku. Obchody celebrowano na przełomie XXXIII i XXXIV roku panowania Ramzesa.
Kolejne jubileusze:
- Trzeci Jubileusz – XXXVI / XXXVII rok panowania. Proklamowany przez Chaemuaseta i Chaja;
- Czwarty Jubileusz – XL rok panowania. Proklamowany przez Chaemuaseta i Chaja;
- Piąty Jubileusz – XLII / XLIII rok panowania. Proklamowany przez Chaemuaseta i Chaja;
- Szósty Jubileusz – XLV / XLVI rok panowania. Proklamowany przez Chaja;
- Siódmy Jubileusz – przypuszczalnie XLVIII / XLXIX rok panowania;
- Ósmy Jubileusz – prawdopodobnie LI / LII rok panowania;
- Dziewiąty Jubileusz – LIV / LV rok panowania; proklamowany przez Wielkiego Rządcę Jupa;
- Dziesiąty Jubileusz – LVII / LVIII rok panowania; proklamowany przez wezyra Neferrenepeta;
- Jedenasty Jubileusz – LX / LXI rok panowania[60];
- Dwunasty Jubileusz – LXI / LXII lub LXII / LXIII rok panowania;
- Trzynasty Jubileusz – LXIII / LXIV lub LXIV / LXV rok panowania;
- Czternasty Jubileusz – LXVI / LXVII rok panowania; obchodzony na krótko przed śmiercią Ramzesa[61].

### XXXIII–XXXIV rok panowania – pierwszy ślub hetycki
Z biegiem lat, gdy traktat egipsko-hetycki okazał się trwały i stosunki między oboma mocarstwami uległy ugruntowaniu, Hattusilis zaproponował Ramzesowi rękę jednej ze swych córek. Przez jakiś czas trwały negocjacje dotyczące kontraktu ślubnego. W ich trakcie doszło do zwłoki, co zostało przyjęte przez Ramzesa z niecierpliwością. Wystosował list z wymówkami do „swego królewskiego brata”, ponaglając go do podjęcia ostatecznej decyzji. Ostatecznie w XXXIV roku panowania Ramzesa, czyli około 1246 roku p.n.e., zakończono negocjacje i hetycka księżniczka wyruszyła w stronę Egiptu. Kawalkada składała się z orszaku księżniczki oraz karawany wiozącej jej ogromny posag. Do spotkania doszło zapewne na granicy wpływów hetycko-egipskich w Syrii. W końcu wszyscy dotarli do Pi-Ramzes w zimie 1245 roku p.n.e. Nowa królowa została umieszczona w królewskim pałacu i wkrótce ogłoszono jej egipskie imię – Maat-hor-neferure (egip. Ta-Która-Ogląda-Króla-Sokoła-Który-Jest-Widzialną-Wspaniałością-Re lub Ta-Która-Ogląda-Horusa-Który-Jest-Pięknym-Re). Wydarzenia te miały również praktyczny wymiar. Wzmocniły więzi Egiptu z Hatti, tak że ...odtąd jeśli mężczyzna lub kobieta udali się do Syrii, mogli bez żadnej obawy dotrzeć do kraju Hatti dzięki zwycięstwom Jego Wysokości....

### Dyplomatyczne odwiedziny
Mijały lata i oba mocarstwa zbudowały stosunki oparte na wzajemnym zaufaniu i trwałej przyjaźni. Między stolicami stale kursowali posłowie wyższego i niższego szczebla. Z czasem ranga kontaktów dyplomatycznych wzrosła do szczebla przedstawicieli najwyższego rzędu. Egipt stał się w mniemaniu hetyckim rzeczywistym przyjacielem Hatti. Zapewne było to powodem odwiedzin księcia Hiszmi-Szarruma, syna Hattusilisa III, hetyckiego następcy tronu, późniejszego Tuthalijasa IV, w Pi-Ramzes. Pobyt księcia trwał prawdopodobnie kilka miesięcy. Hiszmi-Szaruma opuścił Egipt na wiosnę, udając się do Hattusa wraz z delegacją posłów oraz darami, jakie miał przekazać swemu ojcu. Wizyta przygotowała też grunt pod odwiedziny najwyższego szczebla – wizyty w Egipcie Wielkiego Króla Hattusilisa III. Ramzes przesłał zaproszenie Hatusilisowi, tak aby ten przybył do Egiptu by mogli poznać się osobiście. Przez pewien czas trwała wymiana korespondencji na ten temat. Ramzes ponowił zaproszenie, ale Hattusilis odniósł się do niego bez entuzjazmu. Ramzes zaproponował więc spotkanie w pół drogi, w Kanaan i wspólną podróż dalej do Pi-Ramzes. W końcu ostrożny Hattusilis prawdopodobnie dał się przekonać co do szczerych chęci Ramzesa i gdy już miał formalnie przyjąć zaproszenie, pojawiła się inna przeszkoda – choroba władcy. W końcu jednak, jak wynika z jednego z listów, jaki Hattusilis napisał do Ramzesa, władca Hatti udał się w podróż do Egiptu. Tak więc jest bardzo prawdopodobne, że obaj wielcy monarchowie tamtych czasów spotkali się najpierw w Kanaan, a później udali się razem do Pi-Ramzes. Nie ma jednak żadnych potwierdzeń w badaniach archeologicznych, że taka wizyta rzeczywiście miała miejsce.

### XLIV (?) rok panowania – drugi ślub hetycki
Z biegiem lat kontakty między obu władcami stały się na tyle serdeczne, że sam Hattusilis zaproponował Ramzesowi drugą ze swych córek na małżonkę. Nic nie wiadomo o negocjacjach i czasie ich trwania, a także sfinalizowaniu całej sprawy. Nie jest znane również imię owej drugiej księżniczki hetyckiej. Z dużym prawdopodobieństwem można określić czas zawarcia tego małżeństwa na IV dekadę panowania Ramzesa, gdy faraon wprowadził do swej tytulatury epitet Neczer-Heka-Junu (egip. Bóg, Władca Heliopolis). Wydarzenia te na długo połączyły oba kraje i obu władców. Z czasem, już po śmierci Hattusilisa, a za panowania jego syna, kontakty te osłabły i uległy stopniowemu zanikowi.

## Ozyrys – Król Górnego i Dolnego Egiptu, User-Maat-Re, żyjący wiecznie

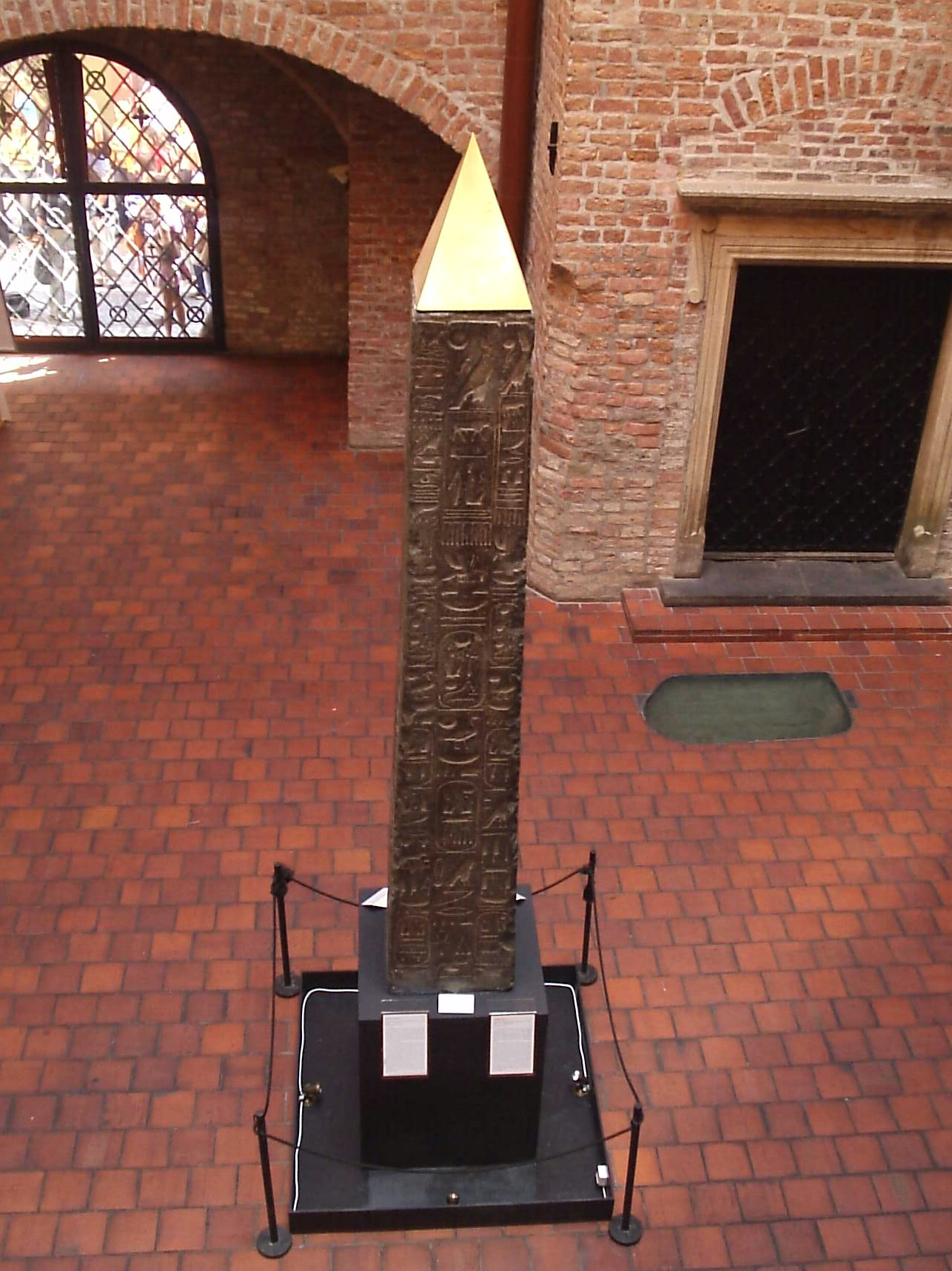
Obelisk Ramzesa II, Muzeum Archeologiczne w Poznaniu

### Świątynie w Abydos
Na północny zachód od Wielkiej Świątyni Setiego I w Abydos Ramzes wzniósł własną niewielką świątynię, z której pozostały już tylko ruiny. Wielkie pylony, górne partie murów oraz płyty stropowe uległy całkowitemu zniszczeniu, lecz dolne partie murów i ścian zachowały się w dobrym stanie. Można na nich podziwiać wspaniałe polichromowane reliefy, przedstawiające ofiarne procesje zwierząt Seta wraz z ofiarnikami oraz procesje jeńców nubijskich i azjatyckich.
Również samą świątynię Setiego I dokończono już za panowania Ramzesa. Zbudowano wtedy pierwszy Wielki Pylon, obecnie całkowicie zniszczony, wiodący na pierwszy dziedziniec, również zrujnowany, oraz rampę przecinająca portyk, prowadzącą na drugi dziedziniec. Dekoracja portyku była również dziełem Ramzesa. Przedstawia ona króla ofiarowującego Maat, Ozyrysowi i Izydzie, którym towarzyszy Seti I. Inskrypcja dedykacyjna mówi, jak Ramzes dokończył budowę świątyni swego ojca oraz opowiada o ustanowieniu przez Setiego I koregencji.

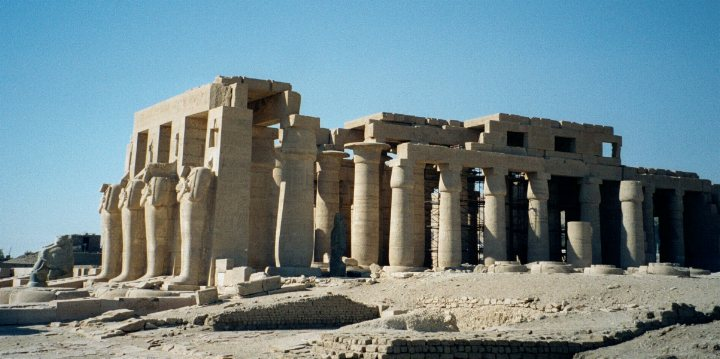
Ramesseum – widok ogólny

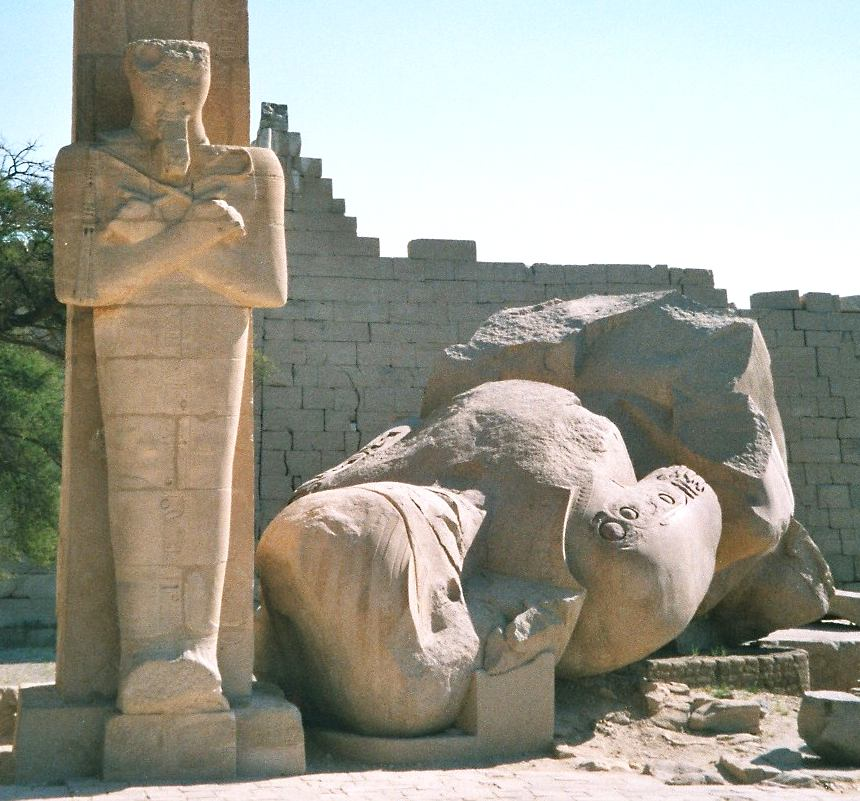
Ramesseum

### Ramesseum – kamienny gigant
Siedziba Milionów Lat w Jedności z Tebami – świątynia grobowa Ramzesa II zwana Ramesseum (a także Ozyrejonem lub też Świątynią Ozymandiasa), wzniesiona w Tebach na zachodnim brzegu Nilu. Jej jądrem i zaczątkiem było sanktuarium Setiego I, rozwinięte w wielką świątynię Ramzesa. Przed II pylonem, na pierwszym dziedzińcu stoi dziś rozbity wielki posąg królewskiego ka, mierzący niegdyś 20 metrów wysokości i ważący około 1000 ton, wykonany z jednego bloku asuańskiego granitu.
Świątynię otwiera monumentalny I pylon, w części zawalony, na którym reliefy przedstawiają sceny bitewne z wojen Ramzesa, toczonych w V i VIII roku panowania, przedstawiające wojska egipskie oblegające twierdze wrogów, zwyciężające ich i zmuszające do poddania się Ramzesowi. Przed królem leżą ciała wrogów przeszyte strzałami z jego łuku. Ogarnięci paniką wrogowie uciekają w popłochu, podczas gdy Kadesz otwiera bramy przed zwycięzcami.
Na pierwszym dziedzińcu dominują ozyriackie figury Ramzesa (dziś bezgłowe). Dalej w południowej części dziedzińca, poza kolumnadą, wznosił się ceremonialny pałac królewski, ściśle związany z funkcją, jaką pełniła ta część świątyni, a więc jego część audiencjonalna i tronowa z zapleczem i pomieszczeniami mieszkalnymi. Z II pylonu, prawie całkowicie zniszczonego, zachowała się tylko część wieży północnej, na której przedstawiono sceny bitewne, obrazujące po raz kolejny zmagania spod Kadesz oraz rytualne sceny ku czci Mina, przedstawiające króla w trakcie czynności rytualnych oraz procesję kapłanów, niosących posągi przodków, władców Egiptu, poczynając od Menesa.
Za II pylon prowadziła rampa ze stojącymi po obu stronach posągami króla, z których zachował się tylko jeden. Przejście prowadziło na II dziedziniec z perystylem. Dziedziniec otaczały od wschodu i zachodu ozyryjskie posągi króla. Za II dziedzińcem znajdowała się Sala Hypostylowa, której strop wsparty był na 48 kolumnach. Ściany zdobią reliefy, opowiadające dzieje bitew i zmagań wojennych Ramzesa, zdobywającego kolejne twierdze wrogów. Na innych przedstawiono długą procesję Synów i Córek Królewskich, zmierzających ku dalszym częściom świątyni – kilku salom znajdującym się w amfiladzie, zakończonym Dżeser-dżeseru – Świętym Świętych. W pierwszej z nich, wspartej na ośmiu kolumnach, przedstawiono faraona na pokładzie świętej barki w niekończącej się podróży po Niebie. Na jej stropie znajduje się wspaniały plafon astronomiczny. Dalej przedstawiono króla siedzącego pod świętym drzewem Heliopolis w towarzystwie Atuma, Thota i Seszat, wypisujących jego imiona na liściach. Dalsze części świątyni są prawie całkowicie zrujnowane. Zachowało się tylko niewiele budynków dużego niegdyś kompleksu gospodarczego, wzniesionych z suszonej cegły mułowej.
Całość świątyni otaczał zapewne wysoki mur zbudowany z suszonej cegły mułowej. W czasach świetności Ramesseum było wspaniałym kompleksem, w skład którego wchodził zespół świątyń, pałac oraz kompleks zaplecza gospodarczego z ogrodami.

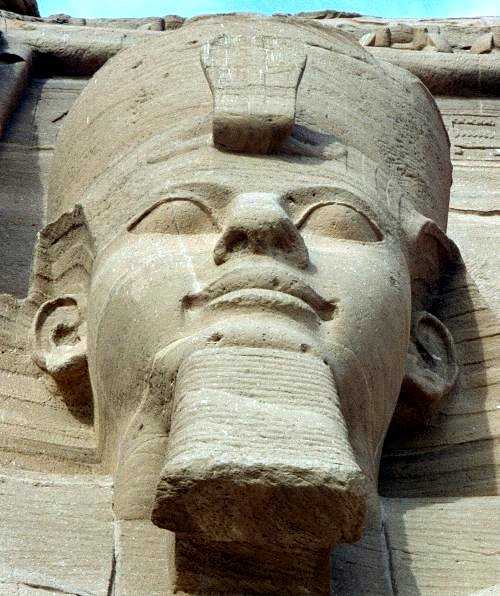
Ramzes II, Abu Simbel

### Abu Simbel – dwie świątynie – jeden związek
W latach panowania Ramzesa wzniesiono w Nubii kilka świątyń, jednakże te z Abu Simbel znacznie przewyższają wszystkie inne. Zbudowano tam dwie świątynie: Wielką Świątynię Ramzesa II i Małą Świątynię Królowej Nefertari. Budowę rozpoczęto prawdopodobnie w II połowie I dekady panowania Ramzesa, za rządów wicekróla Juniego. Inauguracja nastąpiła w XXIV roku, już za rządów Hakanachta. Abu Simbel poprzez swe dwie świątynie – jedną poświęconą królowi–Horusowi, drugą poświęconą Wielkiej Królewskiej Małżonce – Królowej Nefertari, wyraża w monumentalny sposób absolutną jedność tych dwojga ludzi, tworzących w świętym związku jedna istotę – władcę, Faraona.

## Rodzina Ramzesa II

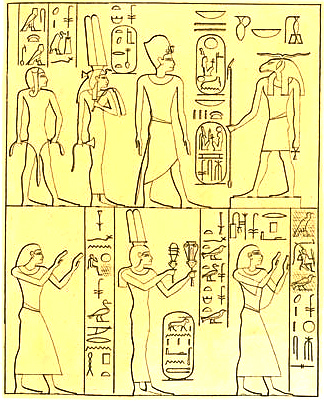
Stela naskalna z Asuanu. Górny rejestr: Ramzes, Isetnofret i Chaemuaset stojący przed bogiem Chnumem; dolny rejestr: książęta Ramzes i Merenptah oraz księżniczka-królowa Bint-Anath

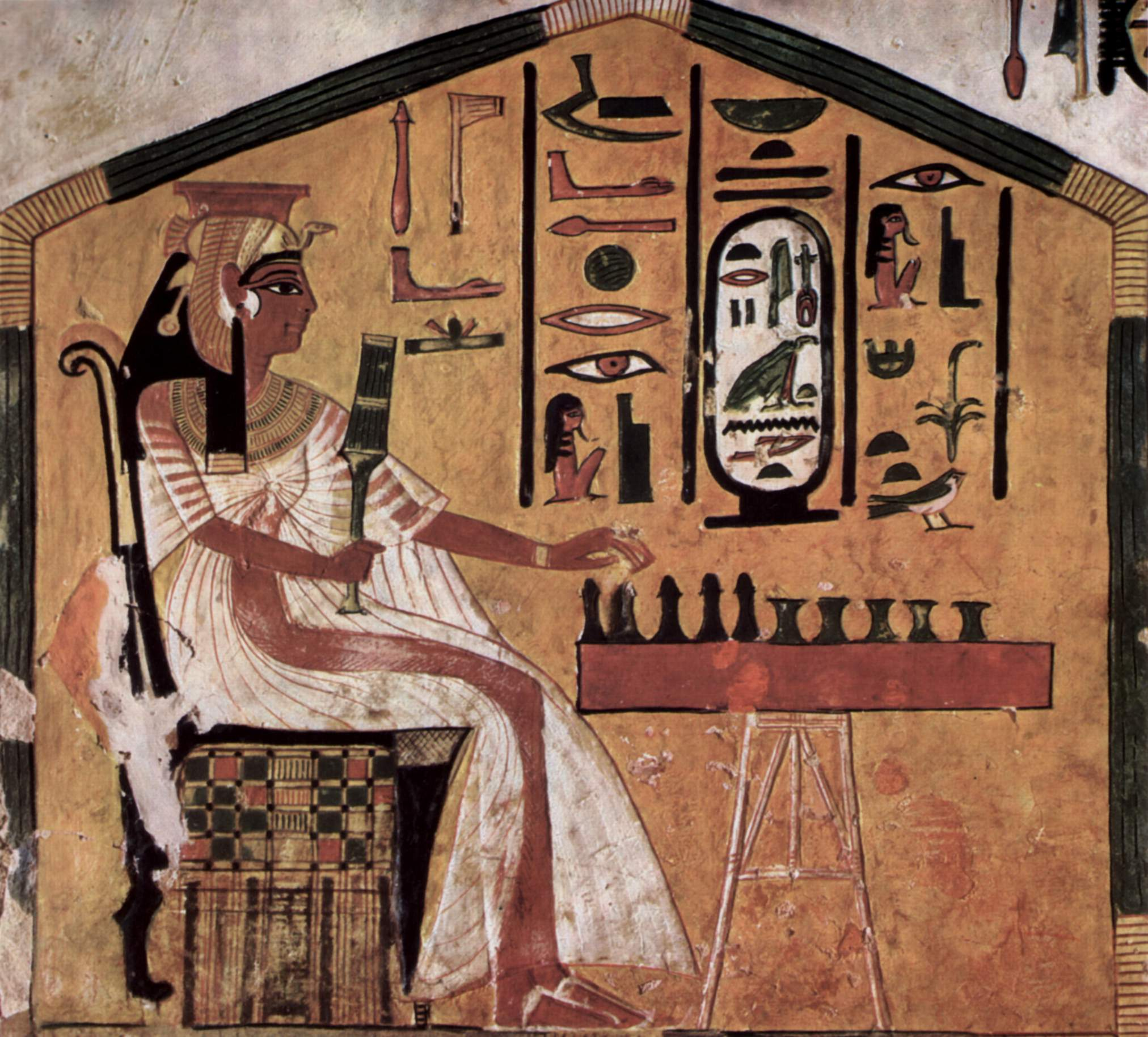
Nefertari (malowidło grobowe)

Po wyznaczeniu Ramzesa na współwładcę Seti I przydzielił synowi dwór i harem wraz z główną małżonką Nefertari i drugą żoną Isetnofret. Ich pochodzenie jest nieznane.
Jako wielka małżonka królewska Nefertare towarzyszyła Ramzesowi w życiu politycznym i religijnym, a jej wizerunki umieszczano przy wyobrażeniach faraona na malowidłach i posągach. Zmarła prawdopodobnie około 1255 roku p.n.e., tj. w dwudziestym czwartym roku panowania Ramzesa. Jej miejsce zajęła Isetnofret, podczas gdy stanowisko drugiej małżonki przypadło Bint-Anath – najstarszej córce Ramzesa i Isetnofret. Isetnofret za życia Nefertare znajdowała się w jej cieniu. Brak danych na temat stosunków pomiędzy obiema kobietami. Jedyne źródło z tego okresu – złoty paciorek z wygrawerowanymi obok siebie imionami Ramzesa i Isetnofet – pozwala przypuszczać, że cieszyła się poszanowaniem męża. Z czasów, gdy była wielką małżonką, Isetnofet została przedstawiona na kilku pomnikach. Zmarła około 1245 roku p.n.e. – w trzydziestym czwartym roku panowania Ramzesa.
Po śmierci matki Bint-Anath została pierwszą królową, zaś na miejsce drugiej wyznaczono Meritamon – najstarszą córkę Ramzesa i Nefertare. Po Bint-Anath i Meritamon miejsce wielkiej małżonki królewskiej zajęła księżniczka Nebettaui, prawdopodobnie córka Ramzesa i Nefertare. Spośród innych żon faraona wymieniane są także:  
- Maathorneferure – księżniczka hetycka;
- Henutmire – siostra, córka bądź wnuczka Ramzesa (uważana również za córkę faraona i Meritamon), nieznana z imienia młodsza siostra Maathorneferure;
- oraz Suterere.

Ramzes II miał przynajmniej 111 synów i 67 córek, zrodzonych z małżonek i nałożnic.

## Śmierć Ramzesa
Latem 1214 roku p.n.e. Ramzes prawdopodobnie obchodził w Pi-Ramzes swój XIV jubileusz. Zimę mógł spędzić w Memfis bądź w haremie Mi-ur nieopodal Fajum, by na wiosnę 1213 roku p.n.e. powrócić do Pi-Ramzes. W czerwcu rozpoczął sześćdziesiąty siódmy rok swego panowania, a dwa miesiące później zmarł. Panował łącznie 75 lat, licząc od wyznaczenia go koregentem przez Setiego I, lub 66 lat i 2 miesiące samodzielnie, licząc od śmierci ojca.
Następcą Ramzesa II został Merenptah, który rozpoczął dwumiesięczne przygotowania do pogrzebu ojca. W tym celu przyspieszono prace nad grobowcem w Dolinie Królów, ciało zaś poddano procesowi mumifikacji. Pod koniec października 1213 roku p.n.e. mumię zmarłego umieszczono w złotej trumnie, którą następnie włożono do drewnianej pozłacanej trumny, by przetransportować drogą wodną do Teb. W ciągu około trzech tygodni flotylla z ciałem Ramzesa szlakiem wiodącym z Pi-Ramzes przez Memfis dotarła na miejsce. Od portu w Tebach do miejsca spoczynku trumnie towarzyszyła procesja, złożona z następcy faraona, rodziny królewskiej, kapłanów, urzędników oraz tragarzy, przenoszących wyposażenie grobowe i przedmioty rytualne. W drodze do grobowca prawdopodobnie uczyniono kilkudniowy przystanek w Ramesseum, gdzie ustanowiono kult Ramzesa. Stamtąd wyruszono do Doliny Królów. Ostatniego rytuału, Otwarcia Ust, dokonał Merenptah, po czym trumnę wniesiono do jednej z komór grobowych – Domu Złota – i umieszczono w kamiennym sarkofagu. Grobowiec zapieczętowano.

### Grobowiec
Grobowiec Ramzesa (KV 7) położony jest nieopodal wejścia do Doliny Królów, w jej głównej części, po zachodniej jej stronie. Na jego początku znajduje się krótki, stromy korytarz, prowadzący do głównego wejścia. Jest to pierwszy boski trakt Re, który jest Ścieżką Słońca. Następnie w głąb wiodą dwa korytarze ze schodami – drugi i trzeci boski trakt, w których ukazano Ramzesa oddającego część Re. Na ścianach obu korytarzy wyryto strofy Litanii do Re. Dalej prowadzi czwarty korytarz – czwarty boski trakt. Dekoracje ścian w tej części grobowca są w znacznym stopniu zniszczone, zapewne przez wody zalewowe rzadkich, lecz niezwykle gwałtownych burz, jakie nawiedzały niegdyś dolinę.
Za ciągiem korytarzy znajduje się kwadratowa komnata, zwana Salą Oczekiwania. Na jej ścianach ukazano wizerunki Ramzesa w otoczeniu bogów. Dalej znajduje się większa, kwadratowa komnata, której sufit wsparty jest na czterech filarach, pomiędzy którymi w podłodze znajduje się zstępujący korytarz – rampa ze schodami – wiodący dalej w głąb grobowca. Obok sali z filarami, zwanej Salą Rydwanów (inaczej: Sala Odparcia Rebeliantów) znajdują się dwa boczne pomieszczenia – aneksy, w których zapewne zgromadzono niegdyś bojowe rydwany władcy i inne wyposażenie grobowe. W drugim z tych pomieszczeń wciąż znajduje się wiele materiału skalnego i mułu naniesionego podczas jednego z zalewów grobowca. Dalej w głąb wiodą dwa następne korytarze – pierwszy i drugi boski trakt Otwarcia, których nazwa odnosi się do ceremonii „Otwarcia Ust”, którą to ukazano w dekoracjach na ich ścianach. Korytarze te dochodzą do dużej, prostokątnej komnaty zwanej Salą Prawdy, gdzie prawdopodobnie następowało uznanie króla za Usprawiedliwionego głosem po sądzie Ozyrysa. W tym miejscu oś grobowca zmienia kierunek o około 90°. Krótki korytarz – brama prowadzi stąd do ogromnej sali zwanej Domem Złota – właściwej komory grobowej króla. Jej sklepienie wspiera osiem filarów, a podłoga centralnej części jest obniżona w stosunku do części przed i poza filarami. W jej centrum stał niegdyś kalcytowy sarkofag króla, z którego pozostały jedynie fragmenty. Drzwi w bocznych ścianach prowadzą do pomieszczeń – aneksów, stanowiących skarbce i magazyny wyposażenia grobowego i uszebti. Na przednich ścianach komory grobowej znajdują się przedstawienia dwu pierwszych portali Księgi Bram. Trzeci portal ukazano w pierwszym pomieszczeniu – aneksie po lewej stronie. W następnym pomieszczeniu – aneksie znajdującym się naprzeciwko ukazano Księgę Niebiańskiej Krowy. Na ścianach komory grobowej ukazano również winietę i pierwsze dwie godziny Amduat, a jej dwunastą, najważniejszą godzinę przedstawiono w drugim pomieszczeniu – aneksie po lewej stronie. W tylnej ścianie komory grobowej – Domu Złota, znajduje się dwoje drzwi. Pierwsze, po lewej stronie wiodą do pojedynczego pomieszczenia, w którym ukazano szóstą i siódmą godzinę Amduat. Wokół ścian tego pomieszczenia ciągną się masywne kamienne ławy, a jego sufit wspierają dwa filary. Drugie drzwi prowadzą do ciągu trzech komnat ułożonych w kształt litery „L”. W pierwszym z nich przedstawiono (przypuszczalnie trzecią godzinę Amduat) oraz piąty portal Księgi Bram. Z pierwszego pomieszczenia przejście prowadziło do dwóch następnych, wokół ścian których znajdują się również kamienne ławy. Sufity pierwszego i trzeciego pomieszczenia wspierają po dwa filary. Zespół czterech pomieszczeń – aneksów oraz czterech komnat z tyłu stanowił zasadniczą część skarbca – magazynu wyposażenia grobowego. Były to Skarbce oraz miejsca na Służących – Uszebti oraz Miejsca Przebywania (Pozostawania) Bogów, zawierające wszystkie magiczne wizerunki i przedmioty, mające zapewnić zmarłemu pomyślność w zaświatach.
| Grobowiec KV7 Ramzesa II | Grobowiec KV7 Ramzesa II |
| --- | ------------------------ |
| KV 7 w liczbach - ciąg korytarzy, prowadzący od wejścia, do komnaty, w której oś zmienia swój kąt, ma około 70 metrów długości - korytarze opadają w głąb skalnego podłoża pod kątem 12° – 22° - całkowita długość kompleksu: 168,05 m - całkowita powierzchnia pomieszczeń: 868,4 m² - całkowita kubatura pomieszczeń: 2286,43 m³ - maksymalna wysokość pomieszczeń: 5,83 m - maksymalna szerokość pomieszczeń: 13,07 m - minimalna szerokość pomieszczeń: 0,74 m Komora grobowa - wysokość: 5,83 m - szerokość: 13,07 m - długość: 13,81 m - powierzchnia: 180,49 m² - kubatura: 870,45 m³ |                          |

### Mumia

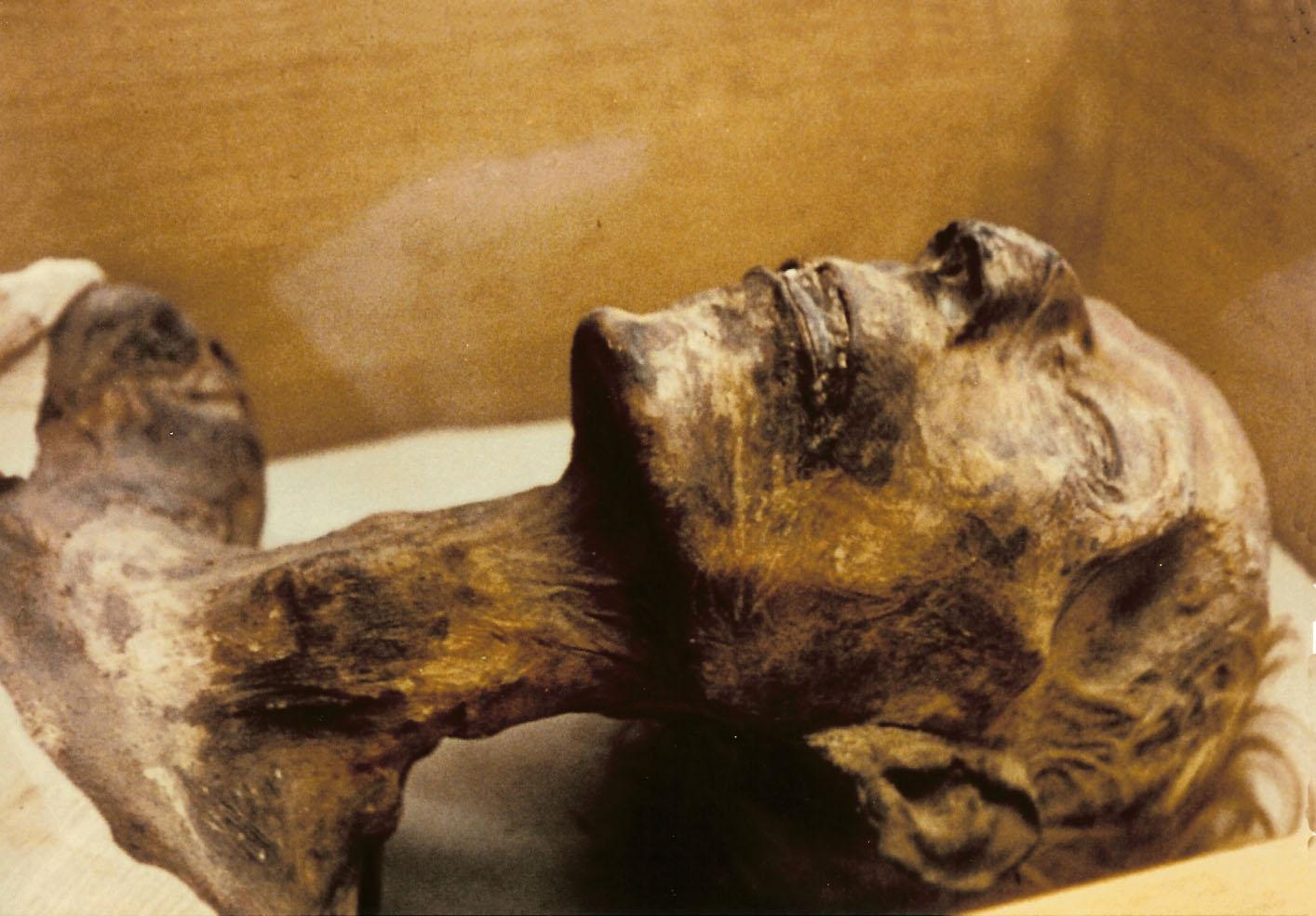
Mumia Ramzesa II

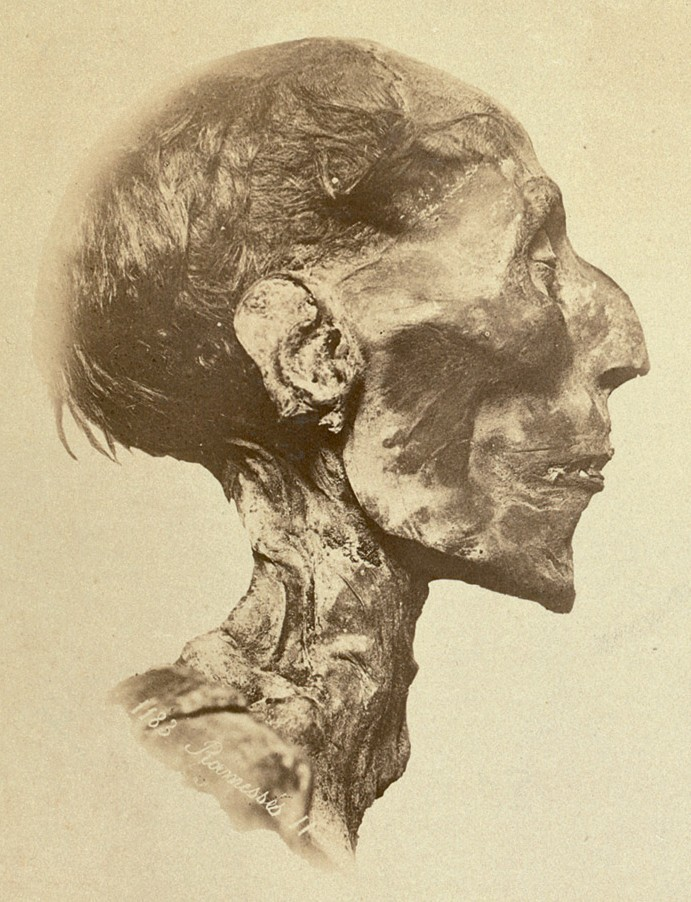
Mumia Ramzesa II

Już w początkach XXI dynastii, z obawy przed profanacją i obrabowaniem królewskiego ciała, prawdopodobnie Pinodżem I polecił potajemnie przenieść mumie Ramzesa II i innych faraonów w bezpieczne miejsce. Przy tej okazji mumia Ramzesa została poddana zabiegom konserwacyjnym. Ponownie owinięto ją bandażami i nasączono środkami zabezpieczającymi. Została złożona najpierw w grobowcu Setiego I, a później w wyniku dalszych obaw, w tajemnym grobowcu królowej Inhapi – znanym współcześnie jako Skrytka DB-320 w Deir el-Bahari.
Skrytka DB-320 została odkryta w 1881 roku i wszystkie znajdujące się w niej królewskie mumie zostały przewiezione do Muzeum Egipskiego w Kairze. Tam w obecności Gastona Maspero oraz wicekróla Egiptu – Taufika, dokonano oględzin mumii Ramzesa. Odczytano hieratyczne inskrypcje, znajdujące się na wieku trumny i całunie, którym była okryta mumia. Oprócz imienia, znajdował się tam również krótki opis losów mumii. Inskrypcja głosiła: Rok siedemnasty, miesiąc trzeci drugiej pory, (Peret – przyp. autora) dzień szósty. Dzień przeniesienia Ozyrysa, Króla Usermaatre Setepenre, w celu pochowania go w grobie Ozyrysa, Króla Menmaatre, przez Wielkiego Kapłana Amona, Pinodżema. Identyfikacji dokonano na podstawie hieratycznej inskrypcji, zapisanej na całunie, przykrywającym mumię.
Po rozwinięciu bandaży uczonym ukazało się oblicze zmarłego króla. Zmumifikowane ciało zachowało się w doskonałym stanie. Rysy twarzy były wciąż wyraziste, widoczne były resztki zarostu, a głowę pokrywały kręcone, rudo-blond włosy (pierwsi faraonowie mogli wyglądać inaczej niż dzisiejsi mieszkańcy Egiptu – jasne włosy zachowały się na wielu mumiach, są też widoczne na różnych wizerunkach z tego okresu). Miał około 183–185 cm wzrostu.
Mumię umieszczono w szklanej gablocie i wystawiono na widok zwiedzających muzeum turystów. Już w 1912 roku, doktor Elliot Smith, podczas prowadzenia badań mumii, zauważył pierwsze oznaki jej rozkładu.
Stan mumii pogarszał się – ciało Ramzesa ulegało postępującemu rozkładowi. Zatrudnienie w muzeum konserwatorzy nie wiedzieli jak to zatrzymać. W latach 70. XX stulecia w wyniku rozmów głów państw: Egiptu i Francji, podjęto decyzję o konieczności natychmiastowego przewiezienia Ramzesa do Paryża. Zachowując najwyższe środki ostrożności, przetransportowano zmarłego króla do stolicy Francji. Zgodnie z obowiązującymi przepisami, Ramzes musiał mieć dokumenty, uprawniające do podróży zagranicznej. Wyposażono go więc w paszport z adnotacją „Zmarły Król”. 26 września 1976 roku, na międzynarodowym lotnisku Le Bourget pod Paryżem, Ramzesa powitała Francuska Gwardia Republikańska, oddając mu honory należne głowie państwa.
Ramzesa umieszczono w Muzeum Człowieka. W pokoju obok urządzono laboratorium. Mumią zajęło się szerokie grono specjalistów z różnych dziedzin: chemików, botaników, lekarzy i ekspertów, znawców tkanin i antropologów. W wyniku szczegółowych badań (w pobranych próbkach wykryto około stu gatunków grzybów) dopiero profesor Jean Mouchacca – mykolog ustalił przyczynę rozpadu mumii Ramzesa. Był nią grzyb Daedalea biennis Fries. Ustalono terapię, którą przeprowadzono w Europejskim Ośrodku Atomistyki w Saclay pod Paryżem. Mumię Ramzesa poddano napromieniowaniu promieniami gamma, emitowanymi przez kobalt 60. Po serii zabiegów ciało owinięto w oryginalny, egipski, płócienny całun i złożono w napromieniowanej trumnie, wykonanej z libańskiego cedru.
Przy okazji terapii dokładnie przebadano Ramzesa. Wykonano badania radiologiczne, endoskopowe, bakteriologiczne i paleobotaniczne. Wyniki pozwoliły ustalić wiele szczegółów o zmarłym. Odkryto, że cierpiał na zapalenie okostnej i miał zmiany reumatyczne stawu biodrowego. Znaleziono również ślady rany zadanej w bitwie oraz wyleczone złamanie jednego z palców u nogi. Badania botaniczne wykazały obecność dużej ilości pyłków roślinnych, głównie rumianku oraz śladowe ilości pieprzu – głównie w nosie, gardle i jamie brzusznej oraz niewielką ilość nikotiany – rośliny podobnej do tytoniu. Po zakończeniu terapii Ramzes powrócił do Egiptu.
Obecnie po ponad 3200 latach od śmierci króla, jego mumia znajduje się w Muzeum Egipskim w Kairze. Hermetyczna gablota, w której znajdują się doczesne szczątki Ramzesa wypełniona jest obojętnym gazem, a specjalne urządzenia nieustannie monitorują temperaturę i wilgotność.

## Upamiętnienie
Na cześć faraona nazwano ulicę w Lomé (stolicy Togo), w kanadyjskim mieście Kirkland, oraz brazylijskim mieście Jacareí.

## Tytulatura
| G5 |

| G5 |

| E1 · D44 | C10 | U6 |

| E1 · D44 | C10 | U6 |

| E1 · D44 | C10 | U6 |

| E1 · D44 | C10 | U6 |

| G5 |

| G5 |

| E1 · D44 | C10 | U6 |

| E1 · D44 | C10 | U6 |

| E1 · D44 | C10 | U6 |

| E1 · D44 | C10 | U6 |

| G16 |

| G16 |

| G37 · D21 | F7 · X1 | G20 | V31 · Aa16 | X1 · Z2 |

| G37 · D21 | F7 · X1 | G20 | V31 · Aa16 | X1 · Z2 |

| G37 · D21 | F7 · X1 | G20 | V31 · Aa16 | X1 · Z2 |

| G37 · D21 | F7 · X1 | G20 | V31 · Aa16 | X1 · Z2 |

| G16 |

| G16 |

| G37 · D21 | F7 · X1 | G20 | V31 · Aa16 | X1 · Z2 |

| G37 · D21 | F7 · X1 | G20 | V31 · Aa16 | X1 · Z2 |

| G37 · D21 | F7 · X1 | G20 | V31 · Aa16 | X1 · Z2 |

| G37 · D21 | F7 · X1 | G20 | V31 · Aa16 | X1 · Z2 |

| G8 |

| G8 |

| F12 | S29 | M4 | M4 | M4 | O29 · D44 · Z2 |

| F12 | S29 | M4 | M4 | M4 | O29 · D44 · Z2 |

| F12 | S29 | M4 | M4 | M4 | O29 · D44 · Z2 |

| F12 | S29 | M4 | M4 | M4 | O29 · D44 · Z2 |

| G8 |

| G8 |

| F12 | S29 | M4 | M4 | M4 | O29 · D44 · Z2 |

| F12 | S29 | M4 | M4 | M4 | O29 · D44 · Z2 |

| F12 | S29 | M4 | M4 | M4 | O29 · D44 · Z2 |

| F12 | S29 | M4 | M4 | M4 | O29 · D44 · Z2 |

| M23 · X1 | L2 · X1 |

| M23 · X1 | L2 · X1 |

| N5 | wsr | C10 | U21 · n | N5 |

| N5 | wsr | C10 | U21 · n | N5 |

| N5 | wsr | C10 | U21 · n | N5 |

| N5 | wsr | C10 | U21 · n | N5 |

| M23 · X1 | L2 · X1 |

| M23 · X1 | L2 · X1 |

| N5 | wsr | C10 | U21 · n | N5 |

| N5 | wsr | C10 | U21 · n | N5 |

| N5 | wsr | C10 | U21 · n | N5 |

| N5 | wsr | C10 | U21 · n | N5 |

| G39 | N5 |

| G39 | N5 |

| mr | C12 | C10 | F31 | s | M23 |

| mr | C12 | C10 | F31 | s | M23 |

| mr | C12 | C10 | F31 | s | M23 |

| mr | C12 | C10 | F31 | s | M23 |

| G39 | N5 |

| G39 | N5 |

| mr | C12 | C10 | F31 | s | M23 |

| mr | C12 | C10 | F31 | s | M23 |

| mr | C12 | C10 | F31 | s | M23 |

| mr | C12 | C10 | F31 | s | M23 |